# Gjinar
Gjinar è una frazione del comune di Elbasan in Albania (prefettura di Elbasan).
Fino alla riforma amministrativa del 2015 era comune autonomo, dopo la riforma è stato accorpato, insieme agli ex-comuni di Bradashesh, Funarë, Gjergjan, Gracen, Labinot Fushë, Labinot Mal, Papër, Shirgjan, Shushicë, Tregan e Zavalinë a costituire la municipalità di Elbasan.

## Località
Il comune era formato dall'insieme delle seguenti località:
- Gjinar
- Lleshan
- Valesh
- Pashtresh
- Derstile
- Lukan
- Sterstan
- Xibresh
- Maskarth
- Kaferr
- Pobra